# Nederlandse Handbal Eredivisie Dames
Nederlandse Handbal Eredivisie Dames är den högsta divisionen i handboll i Nederländerna för klubblag på damsidan.

## Mästare
- 1953/54 – UDI 1896 Arnhem
- 1954/55 – Hellas Den Haag
- 1955/56 – Niloc Amsterdam
- 1956/57 – Hellas Den Haag
- 1957/58 – Hellas Den Haag
- 1958/59 – Zeeburg Amsterdam
- 1959/60 – Zeeburg Amsterdam
- 1960/61 – WLC Eindhoven
- 1961/62 – Niloc Amsterdam
- 1962/63 – Swift Roermond
- 1963/64 – Swift Roermond
- 1964/65 – Swift Roermond
- 1965/66 – Swift Roermond
- 1966/67 – Swift Roermond
- 1967/68 – Niloc Amsterdam
- 1968/69 – Swift Roermond
- 1969/70 – Swift Roermond
- 1970/71 – Niloc Amsterdam
- 1971/72 – Niloc Amsterdam
- 1972/73 – Swift Roermond
- 1973/74 – Swift Roermond
- 1974/75 – Swift Roermond
- 1975/76 – Hellas Den Haag
- 1976/77 – Hellas Den Haag
- 1977/78 – Hellas Den Haag
- 1978/79 – Swift Roermond
- 1979/80 – Hellas Den Haag
- 1980/81 – Hellas Den Haag
- 1981/82 – Swift Roermond
- 1982/83 – Niloc Amsterdam
- 1983/84 – Niloc Amsterdam
- 1984/85 – Ookmeer Amsterdam
- 1985/86 – Ookmeer Amsterdam
- 1986/87 – Vlug en Lenig
- 1987/88 – Westfriesland SEW
- 1988/89 – Westfriesland SEW
- 1989/90 – Vlug en Lenig
- 1990/91 – FIQAS/Aalsmeer
- 1993/92 – Swift Roermond
- 1992/93 – Swift Roermond
- 1993/94 – Swift Roermond
- 1994/95 – Swift Roermond
- 1995/96 – Swift Roermond
- 1996/97 – Swift Roermond
- 1997/98 – Swift Roermond
- 1998/99 – Westfriesland SEW
- 1999/00 – VOC Amsterdam
- 2000/01 – Westfriesland SEW
- 2001/02 – Hellas Den Haag
- 2002/03 – Westfriesland SEW
- 2003/04 – Westfriesland SEW
- 2004/05 – Hellas Den Haag
- 2005/06 – HV Quintus
- 2006/07 – HV Quintus
- 2007/08 – VOC Amsterdam
- 2008/09 – VOC Amsterdam
- 2009/10 – VOC Amsterdam
- 2010/11 – SV Dalfsen
- 2011/12 – SV Dalfsen
- 2012/13 – SV Dalfsen
- 2013/14 – SV Dalfsen
- 2014/15 – SV Dalfsen
- 2015/16 – SV Dalfsen
- 2016/17 – VOC Amsterdam
- 2017/18 – VOC Amsterdam
- 2018/19 – VOC Amsterdam
- 2019/20 – Ingen mästare
- 2020/21 – Ingen mästare